# SSG 퓨처스필드
SSG 퓨처스필드(SSG Futures Field)는 인천광역시 강화군 길상면에 위치한 야구장이다. SSG 랜더스의 퓨처스팀·3군 루키팀 홈 구장 및 구단 전용 훈련장이다. 개관식 전까지는 SK 드림파크라는 명칭을 사용했다.
2013년 4월 8일 공식적으로 토목공사 기공식을 가졌다. 당시 명칭은 SK 드림파크였다.
2015년 4월 1일 SK 퓨처스 파크 개관식을 실시, 공식 명칭을 SK 퓨처스 파크로 명명했다.
주 경기장, 보조 경기장, 수펙스돔(실내 연습장), 패기관(숙소) 등 4개의 주요 시설로 구성되어 있다.
주 경기장에 정규 규격의 대형 전광판이 설치되어 있으며 조명 시설이 설치되어 있지 않아 야간 경기, 야간 훈련은 할 수 없다.
2021년 SK텔레콤이 야구단 지분과 부동산을 매각하면서 이름이 바뀌었다.